# Pseudoromicia roseveari
Pseudoromicia roseveari (Monadjem, Richards, Taylor & Stoffberg, 2013) è un pipistrello della famiglia dei Vespertilionidi endemico della Liberia.

## Descrizione

### Dimensioni
Pipistrello di piccole dimensioni, con la lunghezza totale tra 89 e 91 mm, la lunghezza dell'avambraccio di 37,1 mm, la lunghezza della coda tra 39 e 47 mm, la lunghezza del piede di 8 mm e la lunghezza delle orecchie tra 13 e 14 mm.

### Aspetto
Il colore generale del corpo è cioccolato, con la base dei peli leggermente più scura nelle parti ventrali. Le orecchie sono relativamente corte e arrotondate. Il trago ha il margine esterno curvato e un distinto lobo alla base. Le membrane alari sono marroni scure. La coda è lunga ed inclusa completamente nell'ampio uropatagio, il quale è marrone scuro.

## Biologia

### Alimentazione
Si nutre di insetti.

## Distribuzione e habitat
Questa specie è conosciuta soltanto da due individui catturati presso il Monte Nimba, in Liberia.
Vive probabilmente nelle foreste pluviali tra 450 e 550 metri di altitudine.

## Conservazione
Questa specie, essendo stata scoperta solo recentemente, non è stata sottoposta ancora a nessun criterio di conservazione.